# Broekstermaar
Het Broekstermaar is een maar (gegraven waterloop) in de gemeente Het Hogeland in de Nederlandse provincie Groningen. Het diep loopt tussen 't Houweel nabij Wierhuizen en het Pieterbuurstermaar bij 't Aagt nabij Eenrum. In 1925 werd een afwateringskanaal gegraven van 't Houweel door de landerijen van Deikum naar de Negenboerenpolder ten noordwesten daarvan.
Bij 't Houweel bevindt zich een klein haventje. Halverwege het Broekstermaar ligt het gehucht Broek, waar de Broekstertil (uit 1975) over de maar ligt. Het zuidelijke deel van de Broekstermaar verloopt langs de oude grens tussen de streken Marne en Halfambt. Volgens sommigen volgt het Broekstermaar de oude loop van de Hunze. 
Het maar werd in de 19e eeuw ook wel Zijlvestermaar of Zijlvestervaart genoemd en het deel ten noorden van het gehucht Broek ook wel Houweelstermaar of Wierhuistermaar. 